# Atletica leggera alla XXX Universiade - Salto in alto maschile
La specialità del salto in alto maschile all'Universiade di Napoli 2019 si è svolta tra il 8 ed il 10 luglio 2019.

## Podio
| Oro     | Tihomir Ivanov Bulgaria     |
| Argento | Alperen Acet Turchia        |
| Bronzo  | Adrijus Glebauskas Lituania |

## Risultati

### Qualificazioni
Si qualificano alla finale gli atleti che saltano 2,23 m Q o le dodici migliori misure q.
| Posizione | Gruppo | Atleta                   | Nazione        | 1.90 | 2.00 | 2.10 | 2.15 | 2.20 | Risultato | Note |
| --------- | ------ | ------------------------ | -------------- | ---- | ---- | ---- | ---- | ---- | --------- | ---- |
| 1         | A      | Adrijus Glebauskas       | Lituania       | –    | –    | o    | o    | o    | 2.20      | q,   |
| 1         | A      | Alperen Acet             | Turchia        | –    | –    | o    | o    | o    | 2.20      | q    |
| 3         | A      | Brenton Foster           | Australia      | –    | o    | o    | o    | xxo  | 2.20      | q    |
| 4         | B      | Andrei Skabeika          | Bielorussia    | –    | –    | xo   | o    | xxo  | 2.20      | q    |
| 4         | B      | Vadym Kravchuk           | Ucraina        | –    | –    | o    | xo   | xxo  | 2.20      | q,   |
| 6         | A      | Tihomir Ivanov           | Bulgaria       | –    | –    | o    | o    | –    | 2.15      | q    |
| 6         | A      | Breyton Poole            | Sudafrica      | –    | –    | o    | o    | x–   | 2.15      | q    |
| 8         | A      | Mpho Links               | Sudafrica      | –    | –    | xo   | o    | x–   | 2.15      | q    |
| 8         | B      | Grant Szalek             | Australia      | –    | o    | xo   | o    | xxx  | 2.15      | q    |
| 8         | B      | William Grimsey          | Regno Unito    | –    | o    | xo   | o    | xxx  | 2.15      | q    |
| 8         | B      | Hamish Kerr              | Nuova Zelanda  | –    | –    | xo   | o    | xx–  | 2.15      | q    |
| 12        | A      | Viktor Lonskyi           | Ucraina        | –    | –    | –    | xo   | –    | 2.15      | q    |
| 13        | B      | Falk Wendrich            | Germania       | –    | –    | xo   | xo   | xxx  | 2.15      |      |
| 13        | B      | Victor Korst             | Portogallo     | –    | o    | xo   | xo   | xxx  | 2.15      |      |
| 15        | B      | Mantas Liekis            | Lituania       | o    | o    | o    | xxo  | xxx  | 2.15      |      |
| 16        | A      | Eugenio Meloni           | Italia         | –    | o    | o    | xxx  |      | 2.10      |      |
| 17        | A      | Rizky Ghusyafa Pratama   | Indonesia      | o    | o    | xo   | xxx  |      | 2.10      |      |
| 17        | A      | Kim Jun-un               | Corea del Sud  | –    | o    | xo   | xxx  |      | 2.10      |      |
| 19        | B      | Dmitriy Melsitov         | Uzbekistan     | –    | xo   | xxo  | xxx  |      | 2.10      |      |
| 20        | B      | Arturo Abascal           | Messico        | –    | o    | xxx  |      |      | 2.00      |      |
| 21        | B      | Chanuk Patiraja Mudalige | Sri Lanka      | o    | xxo  | xxx  |      |      | 2.00      |      |
| 22        | B      | Tomáš Zeman              | Slovacchia     | o    | xxx  |      |      |      | 1.90      |      |
| 23        | A      | Hussain Al-Shwakair      | Arabia Saudita | xo   | xxx  |      |      |      | 1.90      |      |
|           | A      | Aadarsh Jothi Shankar    | India          | –    | xxx  |      |      |      | NM        |      |

### Finale
| Posizione | Atleta             | Nazione       | 2.05 | 2.10 | 2.15 | 2.18 | 2.21 | 2.24 | 2.27 | 2.30 | 2.33 | Risultato | Note                                     |
| --------- | ------------------ | ------------- | ---- | ---- | ---- | ---- | ---- | ---- | ---- | ---- | ---- | --------- | ---------------------------------------- |
|           | Tihomir Ivanov     | Bulgaria      | –    | –    | o    | –    | o    | –    | xxo  | o    | xxx  | 2.30      | Miglior prestazione personale stagionale |
|           | Alperen Acet       | Turchia       | –    | o    | o    | –    | o    | xo   | xxx  |      |      | 2.24      |                                          |
|           | Adrijus Glebauskas | Lituania      | –    | o    | o    | xo   | o    | xo   | xxx  |      |      | 2.24      | Miglior prestazione personale stagionale |
| 4         | Breyton Poole      | Sudafrica     | –    | o    | o    | xxo  | o    | xxx  |      |      |      | 2.21      |                                          |
| 5         | Mpho Links         | Sudafrica     | –    | o    | o    | –    | xo   | xxx  |      |      |      | 2.21      |                                          |
| 6         | William Grimsey    | Regno Unito   | o    | o    | o    | o    | xxx  |      |      |      |      | 2.18      |                                          |
| 6         | Vadym Kravchuk     | Ucraina       | o    | o    | o    | xo   | xxx  |      |      |      |      | 2.18      | Miglior prestazione personale            |
| 8         | Andrei Skabeika    | Bielorussia   | –    | o    | o    | xxo  | x–   | xx   |      |      |      | 2.18      |                                          |
| 9         | Grant Szalek       | Australia     | o    | o    | o    | xxx  |      |      |      |      |      | 2.15      |                                          |
| 10        | Brenton Foster     | Australia     | o    | xxo  | o    | xxx  |      |      |      |      |      | 2.15      |                                          |
| 11        | Viktor Lonskyi     | Ucraina       | o    |      |      |      |      |      |      |      |      | 2.05      |                                          |
|           | Hamish Kerr        | Nuova Zelanda |      |      |      |      |      |      |      |      |      | DNF       |                                          |